# Alison Riske
Alison Riske (Pittsburgh, 3 de julio de 1990) es una jugadora de tenis profesional estadounidense. Su mejor clasificación WTA individuales es la ubicación número 18, que alcanzó el 4 de noviembre de 2019. Fue parte del equipo de tenis femenino de Estados Unidos que se coronó campeón de la  Fed Cup el año 2017.
En marzo de 2024, Alison anunció que estaba embarazada y que naceria en julio y va a hacer una niña.

## Títulos WTA (3; 3+0)

### Individual (3)
| Leyenda                                |
| Grand Slam (0)                         |
| Juegos Olímpicos (0)                   |
| WTA Tour Championships (0)             |
| WTA Tournament of Champions (0)        |
| P. Mandatory & Premier 5, WTA 1000 (0) |
| Premier, WTA 500 (0)                   |
| International, WTA 250 (3)             |

| No. | Fecha                   | Torneo           | Superficie | Oponente en la final | Resultado        |
| 1.  | 12 de octubre de 2014   | Tianjin          | Dura       | Belinda Bencic       | 6-3, 6-4         |
| 2.  | 16 de junio de 2019     | 's-Hertogenbosch | Hierba     | Kiki Bertens         | 0-6, 7-6(3), 7-5 |
| 3.  | 12 de noviembre de 2021 | Linz             | Dura (i)   | Jaqueline Cristian   | 2-6, 6-2, 7-5    |

#### Finalista (10)
| No. | Fecha                    | Torneo      | Superficie    | Oponente en la final | Resultado        |
| 1.  | 9 de enero de 2016       | Shenzhen    | Dura          | Agnieszka Radwańska  | 3-6, 2-6         |
| 2.  | 12 de junio de 2016      | Nottingham  | Hierba        | Karolína Plíšková    | 6-7(8), 5-7      |
| 3.  | 16 de octubre de 2016    | Tianjin     | Dura          | Shuai Peng           | 6-7(3), 2-6      |
| 4.  | 7 de enero de 2017       | Shenzhen    | Dura          | Kateřina Siniaková   | 3-6, 4-6         |
| 5.  | 26 de mayo de 2018       | Núremberg   | Tierra batida | Johanna Larsson      | 6-7(4), 4-6      |
| 6.  | 5 de enero de 2019       | Shenzhen    | Dura          | Aryna Sabalenka      | 6-4, 6-7(2), 3-6 |
| 7.  | 28 de septiembre de 2019 | Wuhan       | Dura          | Aryna Sabalenka      | 3-6, 6-3, 1-6    |
| 8.  | 19 de septiembre de 2021 | Portoroz    | Dura          | Jasmine Paolini      | 6-7(4), 2-6      |
| 9.  | 15 de enero de 2022      | Adelaida II | Dura          | Madison Keys         | 1-6, 2-6         |
| 10. | 12 de junio de 2022      | Nottingham  | Hierba        | Beatriz Haddad Maia  | 4-6, 6-1, 3-6    |

## Clasificación en torneos del Grand Slam
| Torneos                   | 2010 | 2011 | 2012 | 2013 | 2014 | 2015 | 2016 | 2017 | 2018 | G–P   |
| ------------------------- | ---- | ---- | ---- | ---- | ---- | ---- | ---- | ---- | ---- | ----- |
| Grand Slam                |      |      |      |      |      |      |      |      |      |       |
| Abierto de Australia      | A    | 1R   | 1R   | Q3   | 3R   | 1R   | 1R   | 3R   | 1R   | 4–7   |
| Roland Garros             | Q1   | A    | Q1   | Q2   | 2R   | 1R   | 1R   | 1R   | 1R   | 1–5   |
| Wimbledon                 | 1R   | 1R   | Q2   | 3R   | 3R   | 1R   | 1R   | 3R   | 2R   | 7–8   |
| Abierto de Estados Unidos | Q1   | 1R   | Q1   | 4R   | 1R   | 1R   | 1R   | 1R   | 1R   | 3–7   |
| G–P                       | 0–1  | 0–3  | 0–1  | 5-2  | 5–4  | 0–4  | 0–4  | 4–4  | 1–4  | 15-27 |

## Títulos ITF: 8 (7;1)

### Individual: 7 (7-4)
| Torneos de $100,000 |
| Torneos de $75,000  |
| Torneos de $50,000  |
| Torneos de $25,000  |
| Torneos de $15,000  |
| Torneos de $10,000  |

| Resultado   | N.º | Fecha                    | Torneo                               | Superficie | Oponentes          | Resultado             |
| ----------- | --- | ------------------------ | ------------------------------------ | ---------- | ------------------ | --------------------- |
| Subcampeona | 1.  | 1 de junio de 2009       | Hilton Head, Estados Unidos          | Dura       | Alexandra Mueller  | 1-6, 6-3, 3-6         |
| Campeona    | 1.  | 5 de octubre de 2009     | Troy, Estados Unidos                 | Dura       | Christina McHale   | 6-4, 2-6, 7-5         |
| Subcampeona | 2.  | 20 de septiembre de 2010 | Saguenay, Canadá                     | Dura       | Rebecca Marino     | 4-6, 7-6 (4), 6-7 (5) |
| Campeona    | 2.  | 4 de octubre de 2010     | Barnstaple , Reino Unido             | Dura       | Johanna Larsson    | 6-2, 6-0              |
| Campeona    | 3.  | 11 de octubre de 2010    | Joué-lès-Tours, Francia              | Dura       | Vesna Manasieva    | 5-7, 6-4, 6-1         |
| Campeona    | 4.  | 18 de octubre de 2010    | Saint-Raphaël, Francia               | Dura       | Urszula Radwanska  | 6-4, 6-2              |
| Subcampeona | 3.  | 8 de mayo de 2011        | Indian Harbour Beach, Estados Unidos | Arcilla    | Melinda Czink      | 6-4, 1-6, 4-6         |
| Campeona    | 5.  | 16 de octubre de 2011    | Joué-lès-Tours, Francia              | Dura       | Akgul Amanmuradova | 2-6, 6-2, 7-5         |
| Campeona    | 6.  | 6 de noviembre de 2011   | Nantes, Francia                      | Dura       | Iryna Brémond      | 6-1, 6-4              |
| Subcampeona | 4.  | 21 de julio de 2013      | Portland, Estados Unidos             | Arcilla    | Kurumi Nara        | 3-6, 6-3, 3-6         |
| Campeona    | 7.  | 4 de junio de 2016       | Eastbourne, Reino Unido              | Hierba     | Tara Moore         | 4-6, 7-6 (5), 6-3     |

### Dobles: 1 (1-3)
| Torneos de $100,000 |
| Torneos de $75,000  |
| Torneos de $50,000  |
| Torneos de $25,000  |
| Torneos de $15,000  |
| Torneos de $10,000  |

| Resultado   | N.º | Fecha                 | Torneo                      | Superficie | Compañera       | Oponentes                          | Resultado      |
| ----------- | --- | --------------------- | --------------------------- | ---------- | --------------- | ---------------------------------- | -------------- |
| Campeona    | 1.  | 1 de junio de 2009    | Hilton Head, Estados Unidos | Dura       | Jacqueline Cako | Natalie Pluskota Caitlin Whoriskey | 6-3, 3-6, 10-6 |
| Subcampeona | 1.  | 20 de julio de 2009   | Lexington, Estados Unidos   | Dura       | Jacqueline Cako | Chang Kai-chen Tetiana Luzhanska   | 3-6, 2-6       |
| Subcampeona | 2.  | 13 de febrero de 2011 | Midland, Estados Unidos     | Dura       | Irina Falconi   | Jamie Hampton Anna Tatishvili      | Walkover       |
| Subcampeona | 3.  | 24 de abril de 2011   | Dothan, Estados Unidos      | Arcilla    | Heidi El Tabakh | Valeria Solovieva Lenka Wienerova  | 3-6, 4-6       |